# Сьверкляни
Сьверкляни (пол. Świerklany) — село в Польщі, у гміні Сьверкляни Рибницького повіту Сілезького воєводства.
Населення — 7652 особи (2011).

## Демографія
Демографічна структура станом на 31 березня 2011 року:
|          | Загалом | Допрацездатний вік | Працездатний вік | Постпрацездатний вік |
| -------- | ------- | ------------------ | ---------------- | -------------------- |
| Чоловіки | 3783    | 866                | 2582             | 335                  |
| Жінки    | 3869    | 801                | 2376             | 692                  |
| Разом    | 7652    | 1667               | 4958             | 1027                 |